# 하시연
하시연(본명 : 김민지, 1988년 11월 6일 ~ )은 대한민국의 배우이다.

## 학력
- 서울예술전문대학 연기과

## 출연 작품

### 영화
- 《헝거》 (2022년) - 도희 역
- 《매미소리》 (2022년) - 애란 역
- 《피치 오브 타임 극장판》 (2021년) - 간호사 (은빈) 역
- 《세자매》 (2021년) - 교회 사람들 역
- 《내가 죽던 날》 (2020년) - 동료 3 역
- 《악몽》 (2020년) - 오디션배우 1 역
- 《스타렉스》 (2019년) - 김추현 역
- 《나랏말싸미》 (2019년) - 궁녀 2 역
- 《우로보로스》 (2018년) - 민지 역
- 《7호실》 (2017년) - 나레이터 모델 역
- 《커피메이트》 (2017년) - 어린 인영 역
- 《눈발》 (2017년) - 담임선생 역
- 《양치기들》 (2016년) - 눈치 보는 미진 친구 2 역
- 《아가씨》 (2016년) - 하녀 3 역
- 《뷰티 인사이드》 (2015년) - 마마 스튜디오 직원들 역
- 《달구비》 (2013년) - 정희 역

### 드라마
- 《발자국소리》 (2017년, 웹드라마) - 승희 역
- 《무브 투 헤븐: 나는 유품정리사입니다》 (2021년, 넷플릭스) - 김은미 역